# Piper morisonianum
Piper morisonianum är en pepparväxtart som beskrevs av Dc.. Piper morisonianum ingår i släktet Piper och familjen pepparväxter. Inga underarter finns listade i Catalogue of Life.